# Tudor's Biscuit World
A Tudor's Biscuit World é uma cadeia americana de restaurantes e franquias com sede em Huntington, Virgínia Ocidental, mais comumente encontrada na Virgínia Ocidental. Muitas localidades da Virgínia Ocidental compartilham um prédio com a Gino's Pizza and Spaghetti, embora a cadeia seja mais extensa do que a Gino's (que é exclusiva da Virgínia Ocidental), tendo localidades no sul de Ohio e no leste de Kentucky. Em 2016, foi aberta uma franquia em Panama City, Flórida.
A Tudor's serve bolachas, sanduíches de bolacha, cafés da manhã e jantares caseiros, muffins e vários acompanhamentos. A cadeia foi originalmente sediada em Charleston, Virgínia Ocidental, e muitos dos sanduíches de bolacha têm nomes de equipes esportivas de interesse nessa área, incluindo as equipes da Marshall University, West Virginia University e University of Charleston.

## História
O Tudor's Biscuit World foi a ideia e o conceito originais de Bill e Mae Tudor e seu filho John Tudor. Bill e Mae abriram o primeiro Tudors na Washington Street, em Charleston, Virgínia Ocidental, em 1980. Seu filho John juntou-se a eles dois meses depois, após se formar na East Carolina University. Eles abriram mais lojas nas áreas de Charleston e Huntington e começaram a vender franquias. Em 1986, Bill Tudor faleceu e John e sua mãe continuaram a expandir os negócios com a adição de Oshel Craigo como seu novo parceiro de franquia.